# 윌리엄 먼로 트로터
윌리엄 먼로 트로터(William Monroe Trotter), 때로는 그냥 먼로 트로터 (1872년 4월 7일 – 1934년 4월 7일)는 매사추세츠주 보스턴을 기반으로 활동한 신문 편집자이자 부동산 사업가였다. 아프리카계 미국인의 민권을 위한 사회 운동가였던 그는 부커 T. 워싱턴의 타협주의적 인종 정책에 대한 초기 반대자였으며, 1901년에는 자신의 반대 의견을 표명하기 위해 독립적인 아프리카계 미국인 신문인 보스턴 가디언을 창간했다. 1900년대와 1910년대 내내 민권을 위한 항의 운동에 적극적이었던 그는 아프리카계 미국인 사회 내부의 일부 차이점도 드러냈다. 그는 전미유색인지위향상협회(NAACP) 결성에 기여했다.
트로터는 유복한 가정에서 태어나 하이드파크 (매사추세츠주)에서 자랐다. 제임스 M. 트로터(등기 기록관)와 버지니아 트로터가 그의 부모였다. 그는 하버드 대학교에서 학사 및 석사 학위를 받았으며, 그곳에서 파이 베타 카파 상을 받은 최초의 유색인종이었다. 북부 시설에서 인종 분리가 증가하는 것을 보고 그는 사회 운동가로서의 삶을 시작했고, 자신의 자산을 바쳤다. 그는 1905년에 W. E. B. 듀보이스와 함께 NAACP의 전신인 나이아가라 운동을 창설했다. 트로터의 방식은 종종 분열적이었고, 그는 결국 그 조직을 떠나 전미평등권연맹에 합류했다. 그의 항의 활동은 때때로 NAACP의 활동과 상충되는 것으로 여겨지기도 했다.
1914년, 그는 우드로 윌슨 대통령과의 회의를 통해 윌슨이 연방 직장에 인종 분리를 도입한 것에 대해 항의했다. 이는 크게 보도되었다. 보스턴에서 트로터는 1910년 《클랜즈맨》의 공연을 중단시키는 데 성공했지만, 1915년 쿠 클럭스 클랜을 호의적으로 묘사한 영화 《국가의 탄생》의 상영은 막지 못했다. 그는 제1차 세계 대전 말기의 평화 회담에 영향을 미치지 못했으며, 만년에는 주변적인 항의의 목소리였다. 1921년, 로마 가톨릭 신자들과 연합하여 《국가의 탄생》의 재상영을 금지시켰다. 그는 보스턴 자택에서 자살로 추정되는 추락 후 62번째 생일에 사망했다.

## 초기 생애와 교육
윌리엄은 제임스 먼로 트로터와 버지니아 (아이작스) 트로터 부부의 세 번째 자녀이자 유아기를 넘겨 살아남은 첫 자녀였다. 그의 아버지 제임스는 미시시피주에서 노예로 태어났다. 제임스의 어머니 레티샤는 노예였고, 그의 아버지는 그녀의 백인 주인이었던 리처드 S. 트로터였다. 레티샤와 그녀의 아들, 두 딸은 주인이 결혼한 후 해방되어 번성하는 자유 흑인 공동체가 있던 신시내티 (오하이오주)로 보내졌다. 교사로 일한 후, 제임스 트로터는 남북 전쟁 중 미국 유색인 부대에 입대했으며, 매사추세츠 자원 보병대 제55연대 (유색인)에서 소위로 진급한 최초의 유색인이었다.

역시 혼혈이었던 버지니아 아이작스는 1842년 오하이오주 또는 버지니아주에서 자유민으로 태어났다. 그녀의 어머니 앤-엘리자베스 포셋은 몬티셀로에서 노예로 태어났으며, 조셉 포셋과 에디스 헌 포셋의 딸이자 엘리자베스 헤밍스의 증손녀였다. 버지니아의 아버지 터커 아이작스는 자유 유색인이었다. 그는 버지니아의 어머니인 앤-엘리자베스 포셋의 자유를 사주었다. 가족은 자유주인 오하이오주의 칠리코시로 이사했고, 버지니아는 그곳의 번성하는 흑인 공동체에서 자랐다. 그곳에서 그녀는 제임스 트로터를 만나 결혼했다.
남북 전쟁 직후, 트로터 가족은 오하이오에서 매사추세츠주 보스턴으로 이주했다. 처음 두 자녀가 유아기에 사망한 후, 그들은 버지니아 부모님의 아이작스 농장으로 돌아왔고, 그곳에서 아들 윌리엄 먼로 트로터가 1872년 4월 7일에 태어났다. 그가 7개월이 되었을 때, 가족은 보스턴으로 돌아와 사우스엔드에 정착했는데, 이는 주로 아프리카계 미국인 거주지인 비컨힐의 서쪽 지역과는 거리가 멀었다. 가족은 나중에 백인 거주지인 교외의 하이드파크 (매사추세츠주)로 이사했다. 트로터 부부에게는 두 명의 딸이 더 있었다.

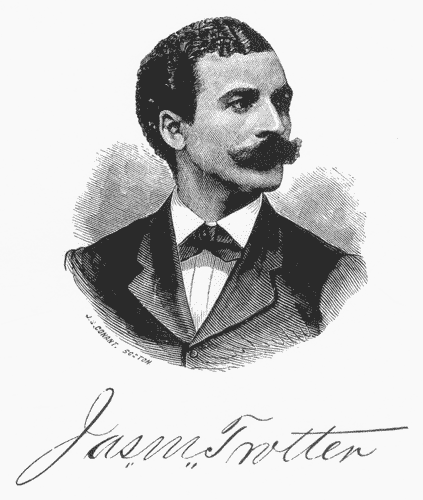
트로터의 아버지 제임스, 1881년 판화

트로터의 아버지는 자신 앞에 놓인 많은 인종적 장애물을 극복했지만, 동등한 대우나 공정한 고려를 얻으려는 시도에서 종종 좌절을 겪었다. 남군에서 복무하는 동안 그는 흑인과 백인 사이의 임금 불평등에 항의했다. 보스턴에서 그는 우정국 (현재 미국 우정청)에 고용된 최초의 유색인종이었는데, 차별적인 공화당 주도 연방 정부 정책 때문에 승진에서 계속 밀려나 이 직업을 그만두었다. 정치적으로 활발했던 연로한 트로터는 뉴잉글랜드의 선도적인 아프리카계 미국인 민주당원이었다. 그는 대통령으로 그로버 클리블랜드를 지지했고, 1886년 클리블랜드가 그를 컬럼비아 특별구의 등기 기록관으로 임명했을 때 보상받았는데, 이는 당시 흑인이 맡을 수 있는 최고 연방 직위였다. 그 시대의 다른 두 저명한 유색인종인 프레더릭 더글러스와 상원의원 블랜치 브루스도 이 직책을 맡았다. 이 직업은 수익성이 좋았고, 트로터 가족은 번성했다.
젊은 트로터(보통 그의 중간 이름인 "먼로"로 불렸다)는 이러한 환경에서 자랐고, 하이드파크에 살던 또 다른 정치적으로 활발한 아프리카계 미국인인 아치볼드 그림케를 알게 되었다. 그는 학교에서 뛰어났으며, 모두 백인인 하이드파크 고등학교 (매사추세츠주)를 수석 졸업생이자 고등학교 학급 회장으로 졸업했다. 그는 하버드 대학교에 진학하여 학문적으로 계속 두각을 나타냈다. 아버지가 돌아가신 후 그는 장학금을 받았고, 하버드에서 파이 베타 카파 상을 받은 최초의 유색인종이었다. 1895년에 마그나 쿰 라우데로 학사 학위를, 1896년에 석사 학위를 받았으며, 학비를 벌기 위해 여러 잡다한 일을 했다.
하버드 시절 동안 그는 평생 동안 유지한 여러 습관을 들였다. 그는 금주 운동 단체인 완전 금주 연맹을 조직하고 이끌었다. 그는 금주론자였고 술을 마시지 않았다. 그는 침례교회에서 활발하게 활동했으며, 목사가 될 생각도 했다.

## 결혼과 가족
졸업 후 트로터는 보스턴의 흑인 엘리트 사회 상류층에 참여했는데, 그들 중 상당수는 남북 전쟁 이전에 자유민이었던 조상을 가지고 있었다. 그는 케임브리지 교육자 마리아 볼드윈의 집에서 만나는 배타적인 문학회에 속했다. 1899년 6월 27일, 트로터는 또 다른 활동가 가문 출신인 제럴딘 루이즈 ("디니") 핀델 (1872년 10월 3일 – 1918년 10월 8일)과 결혼했다. 그는 어릴 때부터 그녀를 알고 지냈다. 그녀는 1918년 인플루엔자 범유행으로 사망할 때까지 그의 경력 내내 그를 도왔다. 부부에게는 자녀가 없었다.

## 초기 경력
트로터의 경력은 불운하게 시작되었다. 기존 은행 및 부동산 회사에 취업하려던 초기 시도는 실패로 끝나, 그는 연봉이 낮은 여러 사무직을 전전했다. 그는 마침내 1898년에 백인 소유의 부동산 회사에 취직했지만, 이듬해에는 보험 판매 및 모기지 론 중개 사업을 시작하기로 결정했다. 이 시기에는 민권 운동에 특별히 적극적이지 않았지만, 1899년에 발표한 논문에서 아프리카계 미국인에게 고등 교육 기관 입학을 추구할 것을 촉구하는 등 인종 평등에 대한 그의 강한 의견은 분명했다. (당시에는 아프리카계 미국인을 고등 교육 기회에서 멀어지게 하고 산업 훈련 프로그램으로 유도하는 것이 일반적인 관행이었다.) 트로터의 사업은 비교적 성공적이었고, 그는 투자 부동산을 매입할 수 있었다.
트로터는 1890년대의 주요 아프리카계 미국인 인물이자 터스키기 연구소의 설립자인 부커 T. 워싱턴의 타협주의적 정책이라고 본 것에 점차 더 괴로워했다. 워싱턴의 정책은 1895년 애틀랜타에서 행한 연설에서 개괄된 애틀랜타 타협에 명시되어 있었다. 그는 남부 아프리카계 미국인들이 경제적 기회와 기본적인 적법절차 권리를 제공받는 한 (투표권과 법률에 따른 동등한 대우와 같은) 정치적 권리를 주장해서는 안 된다고 말했다. 워싱턴은 아프리카계 미국인이 일단 사회의 생산적인 구성원임을 입증하면 완전한 정치적 권리가 부여될 것이라는 생각을 적극적으로 추진했다. 트로터, 그림케, W. E. B. 듀보이스 및 다른 북부 급진주의자들은 이러한 생각에 동의하지 않았고, 아프리카계 미국인이 동등한 대우와 완전한 헌법적 권리를 주장해야 하며, 그렇게 함으로써 다른 이점도 얻을 수 있다고 주장했다. 20세기 초가 되자 남부의 아프리카계 미국인들은 선거 주변에서의 폭력과 투표 등록 규칙의 제한, 그리고 마침내 남부 주의 헌법 개정이나 새 헌법으로 인해 사실상 참정권을 박탈당했다.
보스턴은 다른 지역에 비해 비교적 쾌적했지만, 트로터와 다른 사람들은 워싱턴의 입장이 도시에서 더 전형적인 남부의 인종 차별적 태도를 증가시킨다고 느꼈다. 그는 "내 사업의 성공이 인종 편견과 박해, 단순한 피부색에 대한 공개적 차별이 남부에서 확산되어 고정된 인종 카스트로 이어질 경우 위험에 처할 수 있다는 확신이 커졌다"고 썼다.

## 가디언
내 천직은 린치, 참정권 박탈, 강제 노역, 공공 장소에서의 인종 차별, 불의, 공공 장소에서 피부색으로 인한 서비스 거부에 맞서 전쟁 시와 평화 시 모두 십자군을 벌이는 것이었다.
트로터의 인종 운동은 1901년에 꽃을 피웠다. 그는 보스턴 문학 역사 협회를 설립하는 데 도움을 주었는데, 전기 작가 스티븐 폭스에 따르면 이 협회는 "강경한 인종 의견을 위한 포럼"이 되었다. 그는 또한 평등의 정치적 목표를 추구하는 또 다른 지역 단체인 매사추세츠 인종 보호 협회에 가입했다. 후자의 단체의 후원 아래, 트로터는 1901년 10월에 그의 첫 주요 항의 연설을 했고, 워싱턴의 타협주의적 입장을 공격했다. "보스턴에서 [워싱턴]은 흑인이 재산, 교육, 인격을 갖출 때까지 투표권을 기다려야 한다고 말했다. 워싱턴의 태도는 항상 비굴함이었다."
1901년 트로터는 또 다른 보호 협회 회원인 조지 W. 포브스와 함께 주간지인 보스턴 가디언을 공동 설립했다. 처음에는 출판 경험이 있는 애머스트 칼리지 졸업생 포브스가 제작의 주요 운영 동력이었고, 트로터는 자금을 지원하고 편집장으로 일했다. 이 신문은 인종 평등을 얻기 위한 보다 솔직하고 강력한 접근 방식을 위한 포럼이 되었고, 기고자와 사설(주로 트로터가 작성)은 정기적으로 워싱턴을 공격했다. 이 신문의 편집 방침은 주류 아프리카계 미국인 출판물로부터 비난의 물결을 가져왔다. 《뉴욕 에이지》는 이를 "부패했다"고 부르며 "편집자 트로터 ...는 느껴지지 않더라도 냄새를 풍긴다"고 썼고, 다른 곳에서는 《가디언》이 "너무 빠르고 너무 멀리 나아간다"며 트로터가 "정신적 질환"을 앓고 있다고 썼다. 《가디언》은 발행 부수가 제한적이었지만, 전국 200여 개의 아프리카계 미국인 출판물 중 하나로서 매우 영향력이 있었다. 트로터의 부실한 회계와 바쁜 일정으로 인한 부주의로 재정적인 어려움을 겪었다. 시립 도서관에서 사서로 주로 일했던 포브스는 부커 T. 워싱턴의 신문에 대한 법적 공격과 워싱턴 지지자들이 그의 고용주에게 가한 압력 때문에 1904년에 사업을 떠났다. 트로터의 아내와 나중에는 그의 여동생이 신문 발행을 도왔다.
《가디언》은 신랄하고, 풍자적이며, 개인적이었다. 하지만 진지했고, 사실을 보도했다. 유색인종들 사이에서 큰 주목을 받았고, 전국적으로 배포되었으며, 인용되고 논의되었다. 나는 《가디언》에 전적으로 동의하지 않았고, 사실 소수의 흑인들만이 동의했지만, 거의 모든 사람이 읽고 영향을 받았다.
트로터는 1907년에 《가디언》 사무실을 윌리엄 로이드 개리슨의 《해방자》가 한때 있었던 건물로 의도적으로 옮겼다. 트로터는 남북 전쟁 이전의 주요 폐지론자 선동가였던 개리슨을 숭배했고, 그의 방법을 연구했다. 그는 개리슨의 아들들인 윌리엄 주니어와 프랜시스 개리슨과 정기적으로 서신을 주고받았다.
《가디언》은 항상 수익성이 없었는데, 이는 트로터가 술과 담배 광고를 거부함으로써 더욱 악화되었다. 그는 1910년까지 신문 자금을 마련하기 위해 보스턴 지역의 모든 부동산을 팔았고, 구독자로부터 대금을 받는 데는 소홀했다. 만년에 출판물의 품질은 눈에 띄게 떨어졌고, 운영은 지역 사회 단체의 기금 모금 활동에 의해 지탱되었다.

## 아프리카계 미국인 기득권층 공격

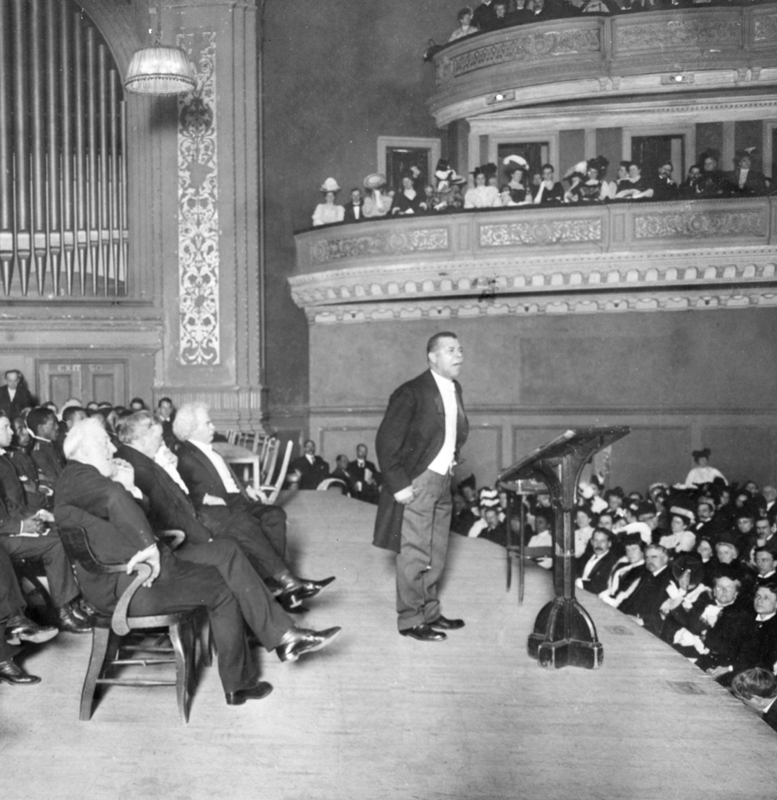
부커 T. 워싱턴이 1909년 뉴욕의 카네기 홀에서 연설하고 있다.

1900년대 초, 트로터는 보스턴에서 인종 분리가 확산되고 있음을 알아차렸다. 아프리카계 미국인에게 서비스 제공을 거부하는 호텔, 레스토랑 및 기타 공공 시설의 수가 증가하고 있었다. 그는 진정한 변화를 가져오기 위해서는 급진적인 메시지가 보스턴 밖으로 퍼져나가야 한다는 것을 깨달았고, 1903년부터 뉴잉글랜드 전역에서 항의 모임을 조직하기 시작했다. 트로터의 제안에 따라 윌리엄 H. 페리스는 1903년 1월 워싱턴 D.C.로 갔다. 페리스는 1903년 1월 6일 베델 문학 및 역사 학회 앞에서 부커 T. 워싱턴을 비판하는 발표를 했다. 리처드 W. 톰슨 (언론인)은 1월 25일 세컨드 침례교 라이시움에서 워싱턴을 지지하는 답변을 했고 제시 로슨은 2월 3일에 같은 발표를 했다. 1999년, 재클린 M. 무어는 톰슨의 논문이 그 자리에 있던 페리스를 상대로 그의 입장을 유지하지 못했다고 주장했다.
그의 장기적인 목표는 당시 유일한 전국적인 아프리카계 미국인 조직이었던 전미아프리카계미국인협의회의 정책 변화를 이끌어내는 것이었다. 루이빌에서 열린 단체의 연례 회의에서 트로터와 다른 사람들은 더 많은 행동주의를 촉구하는 결의안을 제출했지만, 협의회를 통제하던 부커 T. 워싱턴 지지자들("부커파"로도 알려짐)은 이를 부결시켰다. 한 논평가는 "보스턴 바보들"이 "즐거운 방식으로" 대우받았다고 썼다. 《가디언》은 대회를 "한 사람에게 죽도록 지배당했다"고 묘사했다. 대회에서의 급진파들의 활동은 그들에게 일부 전국 언론의 주목을 가져다주었다. 트로터는 《가디언》에서 워싱턴을 계속 비판했다. 그의 공격은 특히 가혹하고 개인적이었으며, 논쟁에 쓰라린 맛을 더했다.
이 시기, 아프리카계 미국인의 남부에서 북부로의 흑인 대이동이 시작되면서, 두 지역의 흑인들은 다른 조건에 직면했다. 수백만 명의 아프리카계 미국인 중 대다수는 여전히 남부에 살았으며, 많은 이들은 인구의 대다수를 차지하는 농촌 지역에 살았다. 그러나 그들은 새로운 선거 규칙과 주 헌법에 의해 사실상 참정권을 박탈당했으며, 정치 과정에서 완전히 배제되었다. 이러한 상황은 일부 일시적으로 효과적인 법적 도전에도 불구하고 1960년대까지 계속될 것이었다. 워싱턴은 환경의 제약 속에서 이 인구를 도와야 한다고 믿었다. 동시에, 그는 비밀리에 유권자 등록 및 선거 제한에 대한 법적 도전을 재정적으로 지원했다. 트로터와 다른 급진주의자들은 북부 출신인 경향이 있었는데, 북부의 아프리카계 미국인들은 일상생활에서 투표권을 포함하여 더 많은 권리를 행사했고, 더 도시화되었으며, 직업과 교육에서 더 많은 것을 성취했지만 여전히 차별을 받았다.
루이빌에서 급진적 의제를 진전시키는 데 실패한 후, 트로터와 다른 급진주의자들은 부커 T. 워싱턴을 공격할 더 동정적인 포럼을 찾았다. 1903년 7월 워싱턴이 보스턴에서 연설할 예정이었을 때 기회가 찾아왔다. 터스키기 연구소 지도자가 눈에 띄게 적대적인 군중에게 소개되자 작은 폭동이 일어났다. 워싱턴에게 몇 가지 도발적인 질문을 할 준비를 하고 도착한 트로터는 소란 속에서 질문을 읽으려 했다. 그는 체포된 사람들 중 하나였으며, "보스턴 폭동"은 전국 언론의 주목을 받았다. 트로터는 나중에 회의를 방해하려는 계획은 없었다고 주장했다. 부커 지지자들은 회의를 방해한 혐의로 트로터에 대해 고발했고, 아치볼드 그림케가 변호했지만 트로터는 유죄 판결을 받고 찰스 스트리트 교도소에서 30일을 보냈다. 부커 지지자들은 재판으로 급진파들을 불신시키려 했지만, 오히려 그들에게 더 넓은 홍보 효과를 가져다주었다. 재판 후 트로터는 보스턴 참정권 연맹 (1903)을 설립했으며, 1904년 뉴잉글랜드 참정권 연맹이 설립되었을 때 트로터는 회장으로 선출되었다.
워싱턴은 다양한 전술로 트로터의 공격에 맞섰다. 그는 트로터에 대해 적어도 한 건의 명예훼손 소송과 형사 고발을 포함한 다양한 법적 조치를 취했다. 또한 그는 자신의 네트워크를 이용하여 트로터 지지자들의 직장 (일부 경우 정부 및 학계 직위)에 압력을 가했다. 게다가 그는 다른 동조자들을 비밀리에 침투시켜 트로터와 다른 사람들이 조직한 활동가 회의에 대해 보고하게 했다. 워싱턴은 또한 트로터의 급진적인 목소리에 맞서기 위해 보스턴에 다른 출판물을 시작하는 데 재정적 지원과 전문 지식을 제공했다. 이러한 활동의 결과로, 트로터의 인쇄업자는 그 활동가와 그의 신문을 고객으로 중단했다. 그러나 트로터는 다른 인쇄업자를 찾아 어려움에도 불구하고 《가디언》을 계속 발행했다.

## 나이아가라 운동과 NAACP
1905년 초, 부커 T. 워싱턴은 당시 모든 주요 아프리카계 미국인 지도자들을 대표하는 통합 조직을 만들려 했다. 듀보이스와 그림케는 초기 조직 회의에 초청된 가장 급진적인 두 지도자였지만, 둘 다 결국 워싱턴과의 동맹을 거부했는데, 그들은 그가 그룹을 지배한다고 보았기 때문이었다. 듀보이스, 트로터, 그리고 두 명의 다른 사람은 뉴욕 서부에서 전국 급진파 회의를 조직했다. 7월에 캐나다-미국 국경 바로 건너편 포트 이리에서 만나 나이아가라 운동을 설립했다. 어떤 한 사람도 지배할 수 없도록 조직된 이 단체는 트로터와 듀보이스가 작성한 급진적인 원칙 선언문을 지지하며, 아프리카계 미국인을 위한 동등한 경제적 기회와 완전한 민권 행사를 위한 활동을 촉구했다. 이 조직은 곧 정치적, 개인적 의견 불일치로 내부적으로 분열되었고, 워싱턴은 외부에서 그 성장을 방해했다.

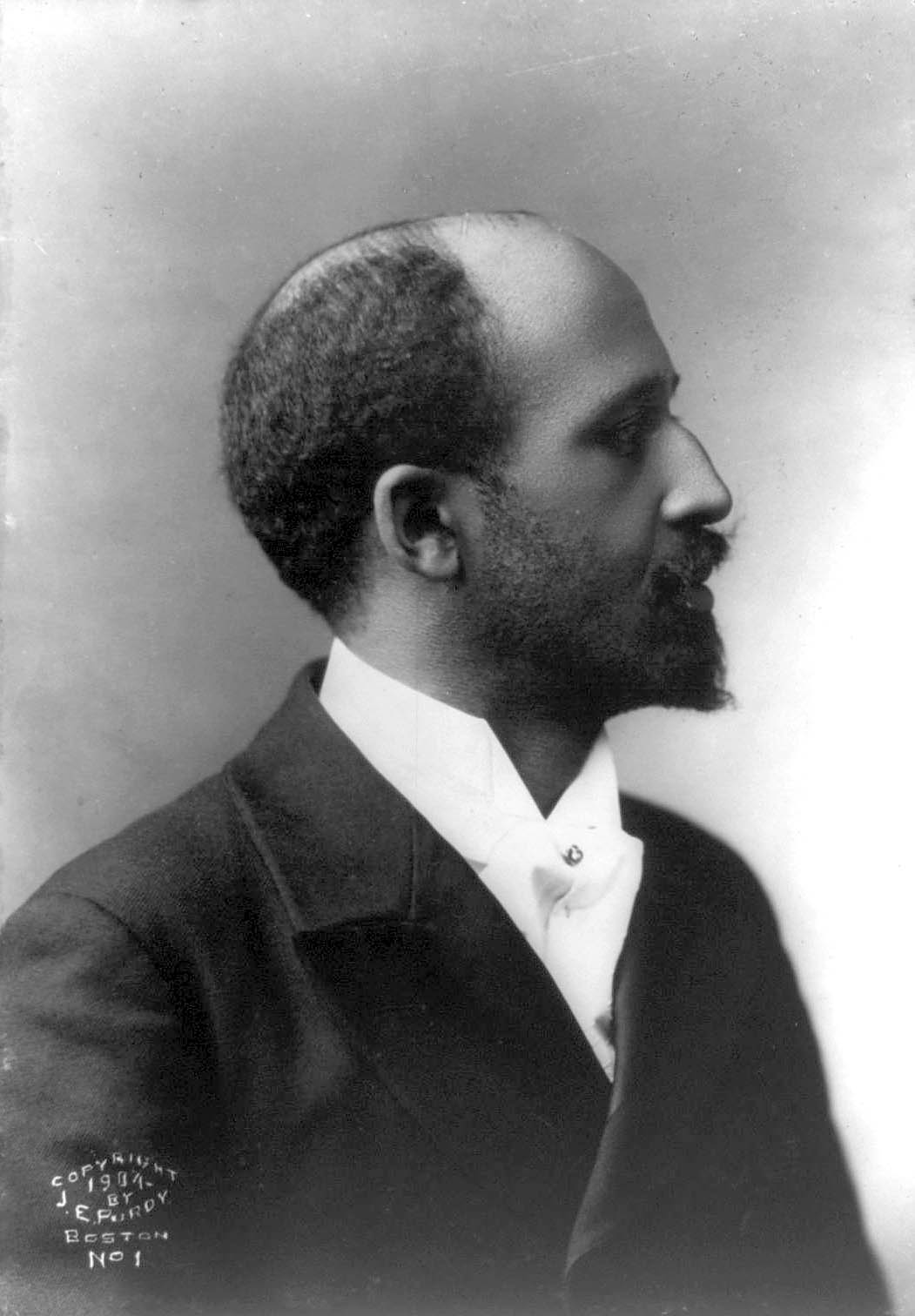
W. E. B. 듀보이스, 1904년 사진

1906년 초 몇 달 동안 듀보이스와 트로터 사이에 여성의 조직 가입 문제로 마찰이 생기기 시작했다. 듀보이스는 이 아이디어를 지지했고, 트로터는 반대했지만 결국 양보했다. 이 문제는 1906년 회의에서 원만하게 해결되었다. 그들의 분열은 트로터가 오랫동안 지지자이자 운동 회원이었던 클레멘트 모건과 매사추세츠 정치 및 지역 운동 지부 통제 문제로 갈라지면서 더욱 중요해졌다. 듀보이스는 모건 편에 섰고, 1907년 보스턴에서 운동이 열렸을 때, 그는 모건을 조직의 주요 직책에 재임명했다. 균열을 치유하려는 시도는 실패했고, 트로터는 운동에서 사임했다. 이러한 어려움으로 인해 조직은 1908년까지 사실상 붕괴되었다. 트로터와 듀보이스의 관계는 영구적으로 끊겼으며, 그들은 다시는 직접적으로 함께 일하지 않았다. 듀보이스는 1909년에 "트로터 씨와 함께 일하는 것은 완전히 불가능하다"고 썼다.
나이아가라 운동의 실패에도 불구하고, 그 목표는 인종 평등을 지지하는 백인들의 지지를 얻었다. 그들은 인종 간 연합을 이끌어낸 전미유색인지위향상협회(NAACP)의 창립에 참여했다. 트로터와 듀보이스는 1909년에 그 토대가 마련된 회의에 모두 참석했다. 트로터의 일부 제안(분리된 교통수단을 불만으로 다루는 것)은 받아들여졌지만, 다른 제안(예: 린치를 연방 범죄로 만드는 법안 제안)은 받아들여지지 않았다. 트로터는 조직의 집행 위원회에 초대되지 않았으며, 이 노력을 보이콧한 부커 T. 워싱턴도 초대되지 않았다.
트로터는 NAACP에서 중요한 역할을 한 적이 없었으며, 초기에는 적극적으로 NAACP와 경쟁했다. 1911년 트로터의 그룹과 NAACP는 모두 보스턴에서 노예제 폐지론자 찰스 섬너의 탄생 100주년을 기념하는 집회를 열었다. 트로터는 몇 년 동안 NAACP와 주변적으로 관련되어 있었지만, 그는 인종 간 그룹에 백인이 너무 많이 참여하는 것을 승인하지 않았다. 듀보이스와의 불화가 깊어서 그는 국가 차원에서 조직에 거의 기여하지 않았다. 그는 또한 보스턴 지부에서 표현된 태도에 대해서도 우려했는데, NAACP 지도자 조엘 스핑가른에게 "더 급진적이고 용감한 활동"이 필요하다고 말했다. 그는 결국 NAACP에서 멀어졌다.

## 전국 독립 정치 연맹
나이아가라 운동에서 탈퇴한 후, 트로터는 1908년 4월 필라델피아에서 열린 같은 생각을 가진 활동가들의 회의를 조직하는 데 도움을 주었으며, 회의 의장을 맡았다. 이 자격으로 그는 자신이 반대하는 인종 이념을 가진 참석자들과 다가오는 대통령 선거에서 공화당의 윌리엄 하워드 태프트를 지지하는 사람들을 제외했다. (트로터는 공화당의 인종 문제에 대한 자유방임주의 정책이라고 생각했던 것에 싫증이 나서 태프트를 반대했다.) 이 회의는 흑인 미국 정치 연맹의 설립으로 이어졌고, 이는 결국 전국 독립 정치 연맹(NIPL)과 전국 평등권 연맹(NERL)으로 알려지게 되었다. 트로터는 이 단체를 "유색인종의, 유색인종을 위한, 유색인종이 이끄는" 단체라고 묘사했다.

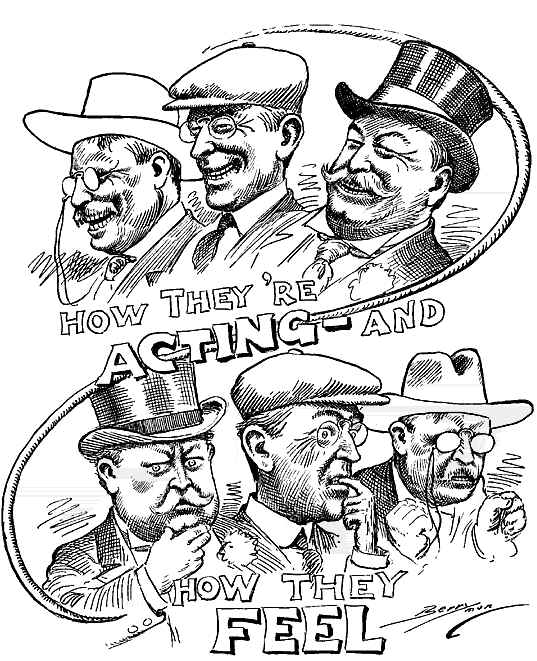
1912년 대통령 선거에 대한 정치 만화, 시어도어 루스벨트 (카우보이 모자), 우드로 윌슨 (모자), 윌리엄 하워드 태프트 (최고 모자)를 묘사

전기 작가 폭스가 트로터의 "개인 영지"라고 묘사한 NIPL은 NAACP처럼 유명 인사를 유치하지 못했다. 트로터는 백인 회원을 원하지 않았고, 다른 아프리카계 미국인 지도자들과 효과적으로 협력할 수 없었다. NIPL과 NAACP는 비슷한 목표를 향해 노력했지만, 공적이든 사적이든 문제로 정기적으로 불화했다.
NAACP가 더 많은 자금과 인재를 유치하고 반부커주의 민권 활동의 중심이 되면서, 트로터와 NIPL은 좌익에서 점차 소외되었다. 트로터는 다시는 민권 대화에서 그렇게 중요한 역할을 하지 못할 것이었다. 1921년까지 리그는 소수의 트로터 지지자들로 축소되었다.

## 트로터와 우드로 윌슨
트로터가 부커 T. 워싱턴에 반대하는 입장을 취하면서 그는 워싱턴을 고문으로 삼고 다른 아프리카계 미국인들의 광범위한 지지를 받던 공화당 대통령 시어도어 루스벨트와 윌리엄 하워드 태프트와 갈등을 빚게 되었다. 트로터는 1912년 선거에서 남부 민주당원 우드로 윌슨을 지지했다. 윌슨은 트로터와 다른 NERL 회원들과의 짧은 만남에서 아프리카계 미국인에 대한 공정한 대우에 대해 막연한 진술을 했다. 그러나 그는 내각 내 남부인들의 압력에 굴복하여 연방 사무실을 분리하는 데 동의했다. NAACP와 NERL(당시 전국 독립 정치 연맹, NIPL로 알려짐)은 항의했고, 트로터는 1913년 11월 백악관에서 윌슨과의 만남을 성사시켰다. 윌슨은 자신의 정책이 분리주의적이지 않다고 말했지만, 트로터는 윌슨의 부인을 "터무니없다"고 특징지었다.
트로터는 항의를 계속했고, 결국 1914년 11월 백악관에 두 번째 초대를 받았다. 윌슨과의 이 만남은 두 사람 간의 격렬한 언쟁으로 끝났다. 윌슨은 정치와는 무관한 "인간적인 문제"를 다루고 있다고 주장하며, 트로터의 그룹에게 다음 선거에서 항상 다른 사람에게 투표할 수 있다고 제안했다. 트로터는 분리주의 정책이 아프리카계 미국인들에게 굴욕적이라고 계속 주장했다. 윌슨은 "만약 당신이 그것을 굴욕으로 받아들인다면, 의도된 바는 아니지만, 그 인상을 전국에 퍼뜨린다면, 그 결과는 매우 심각할 것이다"라고 답했다. 트로터가 이것은 모욕이라고 말하자, 윌슨은 화를 내며 그에게 떠나라고 명령하며 "이 조직이 다시 나에게 접근하고 싶다면, 다른 대변인을 선택해야 할 것이다 ... 당신의 어조, 각하, 나를 불쾌하게 한다"고 말했다.
트로터의 대통령과의 두 번째 회담은 언론에서 널리 보도되었고, 《뉴욕 타임스》와 다른 주요 신문의 1면에 실렸다. 텍사스 주의 한 백인 신문은 트로터를 "단지 니거"이며 "부커 T. 워싱턴 유형의 유색인종이 아니다"라고 묘사했고, 북부 신문들도 그가 대통령에게 "무례했다"고 비난했다. 《보스턴 이브닝 트랜스크립트》는 윌슨의 정책이 분리주의적이고 분열적이라고 지적하면서도, 트로터가 기본적으로 옳았지만, "그의 ... 무례한 호전성으로 자신의 인종 중 많은 사람들을 불쾌하게 했다"고 지적했다. 아프리카계 미국인들은 이 사건에 대한 반응이 엇갈렸다. 일부는 그가 자신들을 대표하지 않는다고 주장했지만, 다른 사람들은, 특히 듀보이스는 마지못해 트로터의 대담함을 칭찬했다. 듀보이스는 윌슨이 회담에서 "모욕적이고 거만했다"고 썼다. 트로터는 이 홍보를 일련의 강연 활동으로 활용하여, "언어, 태도, 어조, 어떤 면에서든 또는 아주 미미하게라도 제가 대통령에게 무례하거나, 오만하거나, 모욕적이었다는 것"을 부인했다.

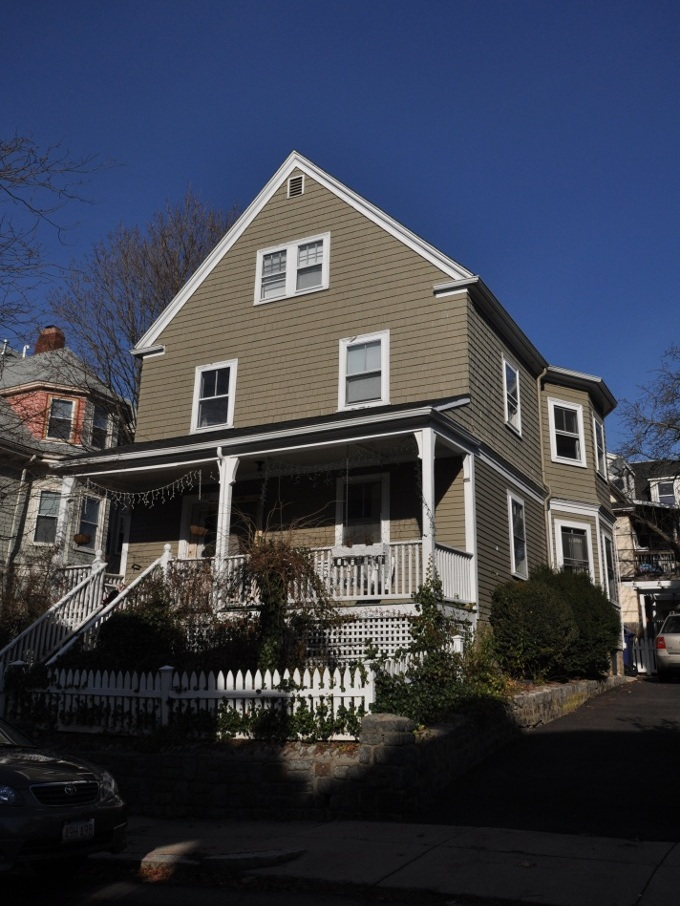
도체스터의 윌리엄 먼로 트로터 하우스

트로터는 윌슨 행정부의 분리주의 정책에 계속 항의했다. 나라가 제1차 세계 대전을 위해 대규모 군사 모집을 시작했을 때, 트로터는 분리된 장교 훈련 시설 설치에 반대했다. 그의 영향으로 보스턴 지역의 흑인 모집은 예상보다 낮았다. 제2차 세계 대전 동안 군대는 장교단을 통합했고, 해리 트루먼 대통령은 그 후 군대 전체의 통합을 완료했다.
대전쟁이 끝났을 때, 트로터는 1919년 파리 강화 회의를 이용하여 미국 정부의 아프리카계 미국인에 대한 정책에 대한 국제적 인식을 높이고자 했다. 그는 인종 차별의 현실이 윌슨의 "민주주의를 위해 세상을 안전하게 만들겠다"는 전쟁 비전과 양립할 수 없다고 보았다. 트로터는 평화 회의와 관련된 워싱턴 D.C.에서 회의를 조직했다. 그와 다른 10명의 아프리카계 미국인 대표들이 평화 회의에 참석하도록 선정되었다. 미국 국무부는 그 대표들에게나, 듀보이스가 파리 평화 회의와 동시에 열 계획이었던 범아프리카 회의에 참석할 예정이었던 아프리카계 미국인들에게 여권을 발급하기를 거부했다. 듀보이스와 다른 아프리카계 미국인들은 아프리카 식민지의 독립 열망을 지지하고 있었다.
유럽으로 가기 위해 트로터는 뉴욕에서 일자리를 찾는 선원으로 위장했고, 프랑스로 가는 통행권을 얻기 위해 SS 야머스호에서 요리사로 일했다. 그는 요리사 복장 외에는 거의 아무것도 없이 홀로 파리에 도착했지만, 이미 주요 평화 협상은 끝난 상태였다. 그 결과로 나온 조약에는 인종 평등에 대한 어떠한 언급도 포함되지 않았다. 트로터는 미국 내 인종 차별에 대한 자신의 설명으로 프랑스 언론의 주목을 받았지만, 평화 회의의 어떤 공식 대표단에도 접근할 수 없었다. 그는 또한 듀보이스의 범아프리카 회의도 놓쳤는데, 이는 그가 아직 통행권을 찾고 있던 1919년 2월에 개최되었다.
트로터는 1919년 7월 미국으로 돌아와 전국 주요 도시에서 진행 중인 인종 폭동에 대해 알게 되었다. 전후 경제 및 사회적 긴장이 폭발했고, 흑인들은 시카고와 오마하와 같은 도시에서 백인 폭력에 맞서 싸웠다. 트로터는 백인 대 흑인 폭력에 대한 적극적인 저항을 빠르게 지지하며 다음과 같이 썼다. "백인 미국인이 제대로 행동하지 않는 한, 그는 우리 아이들을 자신을 위해 싸우도록 가르치면서 자신이 멈출 수 없는 일을 시작했다는 것을 알게 될 것이다." 그의 글은 의회에서 흑인 언론 검열을 요구하는 목소리를 촉발했다. 사우스캐롤라이나 의원 제임스 F. 번스는 트로터가 "폭동과 유혈 사태를 선동하기 위해 최선을 다하고 있다"고 비난했다. 매사추세츠 상원의원 헨리 캐벗 로지는 트로터가 베르사유 조약 비준에 대한 상원 심의에서 증언할 기회를 주었는데, 로지는 트로터와 다른 이유로 조약에 반대했다. 로지의 반대는 성공적이었다. 상원은 그 조약을 비준하지 않았다.

## 다른 항의와 만년

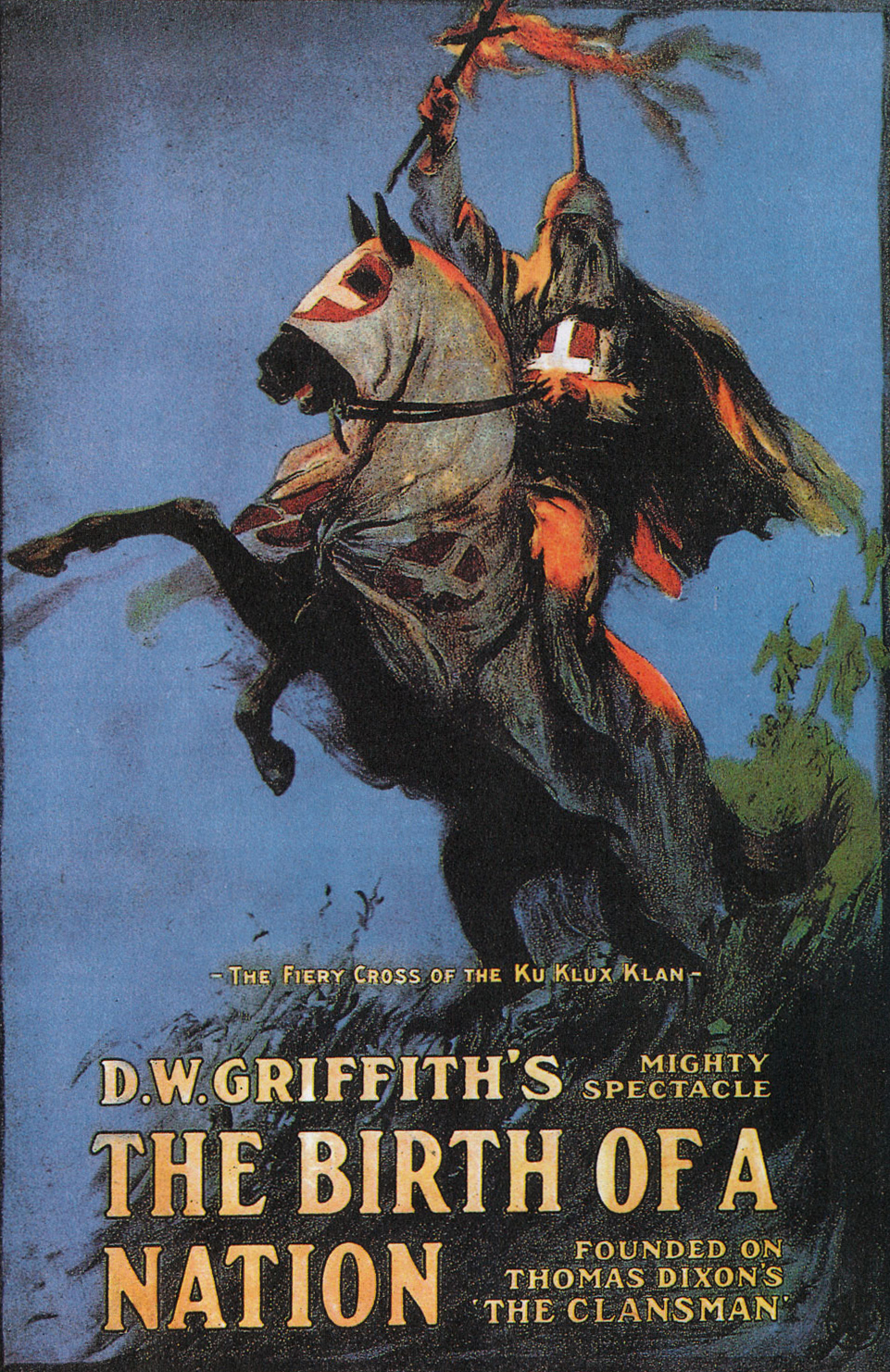
《국가의 탄생》 연극 포스터

트로터는 1910년 보스턴에서 개봉한 토머스 딕슨의 연극 《클랜즈맨》에 반대하는 캠페인을 벌였다. 이 연극은 재건 시대의 쿠 클럭스 클랜을 영웅적으로 묘사했다. 그의 항의는 공연을 중단시키는 데 성공했다. 1915년 초 강연 여행 중 그는 D. W. 그리피스의 영화 《국가의 탄생》이 보스턴에서 개봉할 것이라는 것을 알게 되었는데, 이 영화는 《클랜즈맨》을 각색한 것이었다. 그는 영화에 반대하는 시위를 주도하기 위해 서둘러 돌아왔다. 4월, 트레몬트 극장 (보스턴, 1889년)은 트로터와 아프리카계 미국인 단체에게 상영 티켓을 거부했다. 그들이 로비를 떠나기를 거부하자 사복 경찰이 개입하여 몸싸움이 벌어졌다. 트로터와 10명은 체포되었고, 극장 안팎에서 다른 시위가 일어났다. 트로터는 아프리카계 미국인 공동체의 다른 파벌과 단결하여 노력했지만 보스턴에서 영화를 금지시키지 못했다. 이러한 단일 전선은 1915년 후반에 부커 T. 워싱턴의 사망과 함께 보스턴 아프리카계 미국인 공동체 내부의 적대감을 잠시 줄였다.
KKK는 1915년 이후 10년 동안 특히 산업 도시와 중서부에서 부활했다. 1921년, 트로터는 로마 가톨릭 단체들과 연합하여 보스턴에서 《국가의 탄생》의 새로운 상영을 성공적으로 중단시켰는데, 로마 가톨릭 단체들은 20세기 KKK의 반가톨릭 입장에 반대했고, 아일랜드와 이탈리아 이민의 광범위한 영향으로 도시에서 강력했다.
트로터의 아내는 1918년 인플루엔자 범유행으로 사망했다. 그녀는 그의 모든 활동에서 동반자였으며 그는 그녀를 매우 그리워했다.
1920년대와 1930년대를 거치면서 트로터는 점잖은 빈곤 속에서 지내며 《가디언》을 항의의 지속적인 목소리로 사용했다. 그는 의회에서 반-린치 법안을 위해 로비했지만 제한적인 성공을 거두었다. 하원이 1922년에 그러한 법안을 압도적으로 통과시켰을 때에도, 상원의 남부 블록은 의사 방해를 통해 3년 연속으로 법안 통과를 효과적으로 막았다. (백인 민주당원들은 흑인들의 참정권을 박탈한 후 남부 전체 인구에 할당된 거의 모든 의회 의석을 효과적으로 통제했다.) 그들은 선임 순서에 따라 수많은 중요한 위원회의 위원장직을 통제했다.
1923년 트로터는 마침내 NAACP와 불안한 휴전을 맺었다. 그러나 그의 활동 방식을 홍보하려는 시도는 뉴욕시의 자메이카 이민자이자 UNIA의 지도자인 마커스 가비와 같은 젊은 지도자들의 활동에 가려졌다.
이 시기 동안 트로터는 《가디언》에 스콧츠보로 소년들의 1931년 재판을 포함한 인종적 불의 사건에 대해 정기적으로 글을 썼다. 그들은 앨라배마에서 두 백인 여성을 강간한 혐의로 기소되어 유죄 판결을 받았다. 역사가들은 그들이 무죄였다고 결론 내렸다.
1934년 4월 7일 아침, 그의 62번째 생일에 윌리엄 먼로 트로터는 보스턴 자택 지붕에서 떨어져 사망했다. 사인은 불확실하지만, 당시 그가 우울하고 힘들어했다는 것은 알려져 있다. 그는 자살했을 수도 있다. 그는 보스턴의 페어뷰 묘지에 묻혔다.

## 유산과 영예
- 여러 학교 및 학술 기관이 그의 이름을 따서 명명되었다. 도체스터의 윌리엄 먼로 트로터 초등학교,[106] 매사추세츠 대학교 보스턴의 윌리엄 먼로 트로터 연구소(흑인 역사 및 흑인 문화 연구를 위한 연구소),[107] 그리고 미시간 대학교의 윌리엄 먼로 트로터 다문화 센터(일명 트로터 하우스).[108]
- 도체스터에 있는 트로터의 첫 자택인 윌리엄 먼로 트로터 하우스는 민권 운동에서의 그의 중요성을 인정받아 미국 국립역사기념물로 지정되었다.[109]
- 2002년, 학자 몰레피 케테 아산테는 윌리엄 먼로 트로터를 자신의 100명의 위대한 아프리카계 미국인 목록에 포함시켰다.[110]

## 내용주
1. ↑  “Negro Year Book and Annual Encyclopedia of the Negro”. 1922.
2. 1 2  Fox, p. 9
3. ↑  Fox, p. 3
4. ↑  Fox, p. 4
5. 1 2  Fox, p. 5
6. ↑  Duganne, Erina, "Black Civil War Portraiture in Context", mirror of race.org, April 5, 2012. Retrieved 2015-11-29.
7. 1 2  “Virginia Isaacs Trotter”. Monticello. 2012년 5월 8일에 확인함.
8. ↑  Fox, p. 8
9. ↑  Fox, p. 10
10. ↑  Fox, p. 12
11. 1 2  Harrison, p. 239
12. ↑  Finkelman, p. 216
13. ↑  Fox, p. 13
14. ↑  Fox, p. 14
15. ↑  Fox, pp. 15–19
16. ↑  Fox, p. 17
17. ↑  Fox, p. 15
18. ↑  Fox, p. 21
19. ↑  Fox, p. 22
20. 1 2 3 4  Harrison, p. 240
21. ↑  Fox, p. 212
22. ↑  Fox, p. 24
23. ↑  Fox, p. 25
24. ↑  Brown and Stentiford, pp. 55–56
25. ↑  Fox, pp. 36–43
26. ↑  Fox, p. 27
27. ↑  Harrison, p. 241
28. ↑  Fox, p. 28
29. ↑  Fox, p. 29
30. ↑  Fox, pp. 29–30
31. ↑  Fox, p. 31
32. ↑  Fox, pp. 30, 64–65
33. ↑  Horne and Young, pp. 31–32
34. ↑  Du Bois, pp. 72–73
35. 1 2  Fox, p. 98
36. ↑  Fox, pp. 118–119
37. ↑  Fox, pp. 206–208
38. ↑  Puttkammer and Worthy, p. 311
39. ↑  Fox, pp. 34–35
40. ↑  The Race's Leader! the Friends of Booker T. Washington after Conspirators, Freeman (Indianapolis, Indiana), Saturday, February 14, 1903, Volume: XVI Issue: 7 Page: 1 Piece: One of Two
41. ↑  Booker T. Washington, Louis R. Harlan, The Booker T. Washington Papers: 1903-04 University of Illinois Press, 1976
42. ↑  Jacqueline M. Moore, Leading the Race: The Transformation of the Black Elite in the Nation's Capital, 1880-1920 University of Virginia Press, 1999, p68
43. ↑  Fox, p. 46
44. ↑  Fox, p. 48
45. 1 2 3  Fox, p. 49
46. ↑  Fox, pp. 39–40
47. 1 2  Richard H. Pildes, Democracy, Anti-Democracy, and the Canon, Constitutional Commentary, vol.17, 2000, pp.13-14 Accessed 10 March 2008
48. ↑  Fox, pp. 50–53
49. ↑  Fox, p. 51
50. ↑  Fox, pp. 55–58
51. ↑  Trotter, Granville Martin, and Bernard Charles were tried, Charles was acquitted, while Trotter and Martin were found guilty and served thirty-day jail terms. Two Sent To Jail For Disturbing Booker Washington's Meeting. Broad Ax (Chicago, Illinois), Saturday, October 24, 1903, Page: 1
52. ↑  Smith, n.p.
53. ↑  Fox, pp. 60–71
54. ↑  Schneider, p. 67
55. ↑  Fox, p. 97
56. ↑  Fox, pp. 82–86
57. ↑  Fox, p. 90
58. ↑  Fox, p. 91
59. 1 2 3  Wintz, p. 8
60. ↑  Fox, p. 103
61. ↑  Fox, pp. 104–106
62. ↑  Fox, p. 108
63. ↑  Fox, pp. 109–110
64. ↑  Fox, pp. 100–114
65. ↑  Schneider, p. 116
66. ↑  Fox, pp. 128–130
67. ↑  Schneider, pp. 116–117
68. ↑  Fox, p. 136
69. ↑  Fox, pp. 136–140
70. ↑  Fox, pp. 110–111
71. ↑  Fox, p. 154
72. ↑  Fox, pp. 111, 140
73. 1 2  Fox, p. 140
74. ↑  Fox, pp. 140–141
75. ↑  Fox, p. 141
76. ↑  Fox, pp. 144–145
77. ↑  Fox, p. 146
78. ↑  Puttkammer and Worthy, p. 304
79. 1 2 3 4  O'Reilly, p. 119
80. ↑  Fox, p. 175
81. ↑  Fox, p. 182
82. 1 2  Fox, p. 183
83. ↑  Fox, pp. 184–185
84. ↑  Fox, p. 186
85. ↑  Harrison, p. 243
86. ↑  Harrison, pp. 243–244
87. ↑  Fox, pp. 223–224
88. ↑  Fox, p. 224
89. ↑  Cep, Casey (2019년 11월 25일). “The Legacy of a Radical Black Newspaperman”. 《더 뉴요커》.
90. ↑  Fox, pp. 226–228
91. ↑  Fox, p. 225
92. 1 2  Fox, p. 233
93. ↑  Fox, p. 234
94. ↑  Harrison, pp. 242–243
95. ↑  Fox, pp. 191–192
96. ↑  Fox, pp. 194–197
97. ↑  Fox, pp. 198–200
98. ↑  Fox, pp. 260–261
99. ↑  Fox, pp. 260–270
100. 1 2  Associated Press, "Senate Apologizes for Not Passing Anti-Lynching Laws", Fox News. Note: From 1882-1968, "...nearly 200 anti-lynching bills were introduced in Congress, and three passed the House. Seven presidents between 1890 and 1952 petitioned Congress to pass a federal law." None was approved by the Senate because of the powerful opposition of the Southern Democratic voting bloc.
101. ↑  Fox, pp. 240–249
102. ↑  Fox, pp. 252–256
103. ↑  Puttkammer and Worthy, p. 313
104. ↑  Fox, pp. 271–275
105. ↑  Lehr, Dick (2014). 《The Birth of a Movement: How Birth of a Nation Ignited the Battle for Civil Rights》. Philadelphia: PublicAffairs. ISBN 978-1-61039-823-7.
106. ↑  “About the Trotter School”. William Monroe Trotter Elementary School. 2012년 12월 14일에 확인함.
107. ↑  “Message from the director”. UMass Boston. 2013년 1월 8일에 원본 문서에서 보존된 문서. 2012년 12월 14일에 확인함.
108. ↑  “About MESA/Trotter”. University of Michigan. 2012년 12월 14일에 확인함.
109. ↑  “NHL summary for William Monroe Trotter House”. National Park Service. 2012년 10월 10일에 원본 문서에서 보존된 문서. 2012년 12월 26일에 확인함.
110. ↑  Asante, Molefi Kete (2002). 100 Greatest African Americans: A Biographical Encyclopedia, Amherst, New York. Prometheus Books. ISBN 1-57392-963-8.

## 더 읽어보기
- Greenidge, Kerri K. (2020). 《Black Radical: The Life and Times of William Monroe Trotter》 Fir판. New York: Liveright Publishing Corporation. ISBN 9781631495342. OCLC 1183994791.
- Michaeli, Ethan (2016). 《The Defender: How the legendary Black newspaper changed America》 Fir판. Boston: Houghton Mifflin Harcourt. ISBN 978-0-547-56069-4.